# بوب غانثر
بوب غانثر (بالإنجليزية: Bob Gunther)‏ هو سياسي أمريكي، ولد في 12 يوليو 1943 في فيرمونت في الولايات المتحدة. حزبياً، نشط في الحزب الجمهوري لمينيسوتا ‏ والحزب الجمهوري. وقد انتخب عضو مجلس نواب مينيسوتا.